# 8145 Валуйки
8145 Валуйки (8145 Valujki) — астероїд головного поясу, відкритий 5 вересня 1983 року.
Тіссеранів параметр щодо Юпітера — 3,285.
Названо на честь міста Валуйки (рос. Валуйки) — адміністративного центру Валуйського району Бєлгородської області, Росія.